# Nothroctenus fuxico
Nothroctenus fuxico is een spinnensoort in de taxonomische indeling van de kamspinnen (Ctenidae).
Het dier behoort tot het geslacht Nothroctenus. De wetenschappelijke naam van de soort werd voor het eerst geldig gepubliceerd in 2004 door Dias & Antonio D. Brescovit.